# انتخابات الرئاسة المالديفية 1952
انتخابات الرئاسة المالديفية 1952 هي انتخابات رئاسية جرت في 1952، في المالديف.
فاز بالانتخابات محمد أمين ديدي.